# Magneti (glazbeni sastav)
Magneti su rock sastav osnovan 1962. godine u Šibeniku.

## Povijest sastava
Magneti su osnovani 1962. godine u postavi; Siniša Škarica (električna gitara|solo gitara), Berislav Baranović (ritam gitara), Đorđe Nikolajević (bas-gitara), Nenad Vukman (bubnjevi) i ubrzo početkom 1963. godine Branko Vudrag (glasovir, orgulje). Tijekom sljedeće dvije godine snimili su više od trideset naslova koji su bili pretežno instrumentalni. U jesen 1963. godine pridružuju im se pjevači Goran Livaković i Igor Gulin s kojima su izvodili predbeatlesovski vokalni rock repertoar.
Magneti su bili prvi klasični električarski sastav u Dalmaciji. Sastav su osnovali Siniša Škarica i Berislav Baranović. Svirali su pod utjecajem britanskog instrumentalnog sastava The Shadows, Vaughna Monroea. Razišli su se 1965. godine, a nedugo nakon toga Škarica i Baranović prelaze u sastav Mi koji je nastao od članova skupina Magneti i Mjesečari.

## Vanjske poveznice
- Discogs.com - Magneti